# NGC 2377
NGC 2377 è una galassia a spirale situata nella costellazione dell'Unicorno, a una distanza di circa 128 milioni di anni luce dalla nostra Via Lattea.

## Scoperta
La galassia è stata scoperta il 19 gennaio 1874 dall'astronomo francese Édouard Stephan.

## Descrizione
NGC 2377 ha una classe di luminosità III e presenta una larga riga a 21 cm dell'idrogeno neutro.
Nella galassia sono presenti anche regioni di idrogeno ionizzato.
Inoltre risulta essere anche una galassia attiva.